# Aromobates leopardalis
Aromobates leopardalis (Rivero, 1978) è un anfibio anuro, appartenente alla famiglia degli Aromobatidi.

## Etimologia
L'epiteto specifico è stato dato in riferimento alla sua colorazione maculata.

## Distribuzione e habitat
È endemica della Sierra de Santo Domingo in Venezuela. Si trova tra i 2435 e i 3300 metri di altitudine nello stato di Mérida.